# 贾罗德·班尼斯特
贾罗德·班尼斯特（英語：Jarrod Bannister，1984年10月3日—2018年2月8日），澳大利亚男子田径运动员。他曾代表澳大利亚参加2006年和2010年英联邦运动会田径比赛，获得一枚金牌。他也曾参加2008年和2012年夏季奥运会。